# Misyjne Seminarium Duchowne Księży Werbistów w Pieniężnie
Misyjne Seminarium Duchowne Księży Werbistów (SVD) w Pieniężnie pw. św. Wojciecha, seminarium przy Domu Misyjnym Księży Werbistów świętego Wojciecha. 

## Charakterystyka
Jako placówka naukowa afiliowana jest do Wydziału Teologii Uniwersytetu Warmińsko-Mazurskiego w Olsztynie. W seminarium działa studenckie Koło Naukowe Antropologii Kultury im. Denise Paulme-Schaeffner. 
Funkcję rektora seminarium pełni o. dr Adam Michałek SVD. Poprzednimi byli m.in. Jacek Wojcieszko SVD oraz o. dr Józef Węcławik SVD. W maju 2020 r. Seminarium ukończyło 4 kleryków, w tym 2 obcokrajowców. Od chwili swego powstania na jesieni 1948 r. Misyjne Seminarium Duchowne Księży Werbistów wykształciło ponad 600 misjonarzy – Werbistów. 